# Pukánszky Béla (pedagógus)
Pukánszky Béla (Szeged, 1954. december 23. –) magyar pedagógus, MTA doktora, egyetemi tanár.
Kutatási területe: A 19–20. századi magyar pedagógia- és iskolatörténet. A kolozsvári és a szegedi egyetem története. Huszadik századi reformpedagógiai irányzatok.

## Életpályája
Felsőfokú tanulmányokat a Liszt Ferenc Zeneművészeti Főiskola szegedi tagozatán folytatott 1973–1976-ban. A békéscsabai zeneiskolában kapott tanári állást (1976–1977). Már 1977-ben sikerült visszakerülnie szülővárosába, a szegedi zeneiskolába, ahol zenepedagógiai témájú cikkeket írt, közben elvégezte az ELTE Bölcsészettudományi Karán a pedagógia szakot (1977–1980).
1983-ban egyetemi doktori vizsgát tett a pesti egyetemen. 1986-tól a Juhász Gyula Tanárképző Főiskola Neveléstudományi Tanszékének oktatója és kutatójaként dolgozott. 1989-ben érte el a kandidátusi fokozatot, 1992. július 1-jén nevezték ki egyetemi docensnek. A SZTE Bölcsészettudományi Kar Neveléstudományi Tanszékén oktatott, vezette a Neveléstudományi Tanszéket (1999–2006), közben tudományos dékánhelyettesi (1999–2003), majd oktatási rektorhelyettesi teendőket látott el (2003–2009). 2000-ben habilitált a Debreceni Egyetemen, 2004 óta akadémiai doktor (DSc), jelenleg az SZTE Juhász Gyula Pedagógusképző Kar Gyógypedagógus-képző Intézetének intézetvezető egyetemi tanára.
2004 óta részt vesz a PhD-képzésben, a SZTE Neveléstudományi Doktori Iskola törzstagja; a PTE Neveléstudományi Doktori Iskolájában külső oktató és témavezető 2005-től; a Pannon Egyetem Nyelvtudományi és Neveléstudományi Doktori Iskolájában témavezető 2007-től. 2008-ban Szenczi Árpád az ő vezetése alatt nyerte el a PhD tudományos fokozatot, két hallgatója abszolutóriumot szerzett, összesen 7 fő doktorandusz vezetését bízták rá 2004 óta.
A magyar pedagógiai irányzatokra és a magyar neveléstörténetre vonatkozó munkái megkerülhetetlenek a magyar pedagógiai oktatás és kutatás számára, de mindezen munkái közepette nemcsak a magyar pedagógusok, hanem a magyar pszichológusok megismertetéséért is sokat tett.

## Főbb munkáiból
- Gácser József–Pukánszky Béla: Tettamanti Béla; OPKM, Bp., 1989 (Magyar pedagógusok)
- Schneller István; OPKM, Bp., 1990 (Magyar pedagógusok)
- Egy nagy szegedi neveléstudós, Tettamanti Béla élete és pedagógiai munkássága. Gácser Józseffel. Szeged : JGYTF, 1992. 139 p. : ill. ISBN 963-7171-09-6
- A Magyar pedagógia első száz évének repertóriuma; szerk. Csapó Benő, Pukánszky Béla; MTA, Bp., 1993
- Schneller István. 2. kiad.[2] Budapest : Országos Pedagógiai Könyvtár és Múzeum, 1995. 82 p., [1] t. : ill. (Ser. Magyar pedagógusok, 0864-9006) ISBN 963-7644-38-5
- Neveléstörténet. Németh Andrással. Budapest : Nemzeti Tankönyvkiadó, 1994. 584 p. ISBN 963-18-5716-6
- A gyermekkor története; Műszaki, Bp., 2001 (Pedagógus könyvek)
- A pedagógia problématörténete. Németh Andrással. Budapest : Gondolat, 2004. 555 p. ISBN 963-9567-18-3
- Neveléstörténet : bevezetés a pedagógia és az iskoláztatás történetébe . Mészáros Istvánnal és Németh Andrással. Jav. bőv. kiad. Budapest : Osiris, 2005. 417 p. ill. (Ser. Osiris tankönyvek, 1218-9855)
- A gyermek a 19. századi magyar neveléstani kézikönyvekben. Pécs : Iskolakultúra, 2005. 252 p. (Ser. Iskolakultúra könyvek, 1586-202X; 28.)
- A nőnevelés évezredei fejezetek a lányok nevelésének történetéből; Gondolat, Bp., 2006 189 p. ill. ISBN 963-9610-51-8
- A nőnevelés története; Gondolat, Bp., 2013 (Novalis)
- Pedagógiai eszmetörténet; Gondolat, Bp., 2013 (Novalis)
- Pädagogische Innenmission oder Sehnsucht nach der Freiheit? Paradigmen der von unten aufgebauten und von oben regulierten Pädagogik in Ungarn; Gondolat, Bp., 2013 (Novalis)
- Iskola és pedagógusképzés; Gondolat, Bp., 2014 (Novalis)

### Szerkesztéseiből
- Magyar Pedagógia c. szakfolyóirat technikai szerkesztője (1991–2000)
- Tanárképzés a kolozsvári-szegedi Ferenc József Tudományegyetemen, 1872-1934; vál., bev. Kékes-Szabó Mihály, Pukánszky Béla, szerk. Horánszky Nándor; OKI, Bp., 1998 (A tantervelmélet forrásai)
- A Magyar pedagógia első száz évének repertóriuma[3] / szerk. Csapó Benővel. [Budapest] : Magyar Tudományos Akadémia Pedagógiai Bizottsága, 1993. 208 p.
- A gyermekkor története. Szöveggyűjtemény; szerk. Vajda Zsuzsanna, Pukánszky Béla; Eötvös, Bp., 1998 ISBN 963-16-2782-9
- Pedagógiák az ezredfordulón. Szöveggyűjtemény; szerk. Pukánszky Béla, Zsolnai Anikó; Eötvös, Bp., 1998
- A gyermek évszázada; szerk. Pukánszky Béla; Osiris, Bp., 2000
- Két évszázad gyermekei. A tizenkilencedik–huszadik század gyermekkorának története; szerk. Pukánszky Béla; Eötvös, Bp., 2003
- Neveléstörténet. Szöveggyűjtemény; szerk. Mészáros István, Németh András, Pukánszky Béla; Osiris, Bp., 2006 (Osiris tankönyvek)
- A neveléstörténet-írás új útjai. A 2007. október 4-5-én Egerben megrendezett neveléstörténeti szimpózium előadásai; szerk. Pukánszky Béla; Gondolat, Bp., 2008
- Továbbélő utópiák – reformpedagógia és életreform a 20. század első felében; szerk. Németh András, Pukánszky Béla, Pirka Veronika; Gondolat, Bp., 2014 (A Selye János Egyetem Tanárképző Karának tudományos közleményei)
- Gyermekek, tanárok, iskolák egykoron és ma. Tanulmányok a 90 éves Mészáros István tiszteletére; szerk. Németh András, Pukánszky Béla; ELTE Eötvös, Bp., 2017

### Szerkesztőbizottsági tagság
- Műszaki Kiadó Pedagógus könyvek c. sorozat (2000–2002)
- Pedagógusképzés c. szakfolyóirat (2004–)
- Neveléstörténet c. szakfolyóirat (2004–)[4]

## Tudományos tisztség
- MTA Pedagógiai Bizottság titkár (1990–1999), alelnök (2005–2008), elnök (2014–)
- MTA Szegedi Akadémiai Bizottság Pedagógiai-Pszichológiai Szakosztálya Neveléstörténeti Munkacsoportjának elnöke (1992–)
- MTA Pedagógiai Bizottság Neveléstörténeti Albizottságának tagja (2003–)
- MTA közgyűlésének választott (doktori képviselő) tagja (2004–)
- MTA Művelődéstörténeti Bizottságának tagja (2005–)

## Társasági tagság
- Tanárképzők Szövetsége (1991–)
- Magyar Comenius Társaság (1993–)
- Magyar Pedagógiai Társaság Neveléstörténeti Szakosztály (1994–)
- Internationale Akademie zur Humanisierung der Bildung (1997–)
- Nemzeti Bologna Bizottság[5] Pedagógusképzési Albizottság (2004–)[6]

## Kitüntetések
- Miniszteri dicséret (1990)
- Széchenyi professzori ösztöndíj (1997-2000)
- Kiss Árpád-díj (1997)
- Magyar Érdemrend tisztikeresztje polgári tagozat (2018)[7]

## Külső hivatkozások
- Pukánszky Béla: A gyermek a 19. századi neveléstani kézikönyvekben, MEK
- Pukánszky-Németh: Neveléstörténet, MEK
- Pukánszky: Tizenkilencedik századi magyar neveléstani kézikönyvek gyermekszemlélete, MEK
- Pukánszky Béla: Tanárképző vagy egyetem? A kolozsvári egyetem Szegedre költözésének körülményei : 1919-1921.
- Pukánszky Béla az MTA honlapján
- Pukánszky Béla publikációs listája
- Pukánszky Béla szakmai életrajz
- Ünnepi tanulmányok a 60 éves Pukánszky Béla tiszteletére; szerk. Fizel Natasa, Nóbik Attila; SZEK JGYF, Szeged, 2014